# Aeropuerto de Qaarsut
El Aeropuerto de Qaarsut (IATA: JQA, ICAO: BGUQ) (en groenlandés: Mittarfik Qaarsut)  es un aeropuerto en la localidad de Qaarsut, un asentamiento en la península de Nuussuaq en el municipio Qaasuitsup al noroeste de Groenlandia un territorio dependiente de Dinamarca en América del Norte. Es un aeropuerto principal con una pista de grava, capaz de recibir aviones STOL de Air Greenland en todas las estaciones del año. Hay una pequeña cafetería en la pequeña área de llegadas y salidas.
El Aeropuerto de Qaarsut fue inaugurado el 29 de septiembre de 1999,  con el propósito de servir a la mucho más grande de ciudad vecina de Uummannaq, a 13,5 millas náuticas (25,0 km; 15,5 millas) al sureste del aeropuerto, situado en una isla del mismo nombre en la parte centro-sur del fiordo de Uummannaq.

## Aerolíneas y destinos
| Aerolíneas    | Destinos             |
| ------------- | -------------------- |
| Air Greenland | Ilulissat, Uummannaq |